# Alcedo
Alcedo é um gênero de ave da família Alcedinidae.

## Espécies
Sete espécies são reconhecidas para o gênero Alcedo:
- Alcedo coerulescens Vieillot, 1818, guarda-rios-azulado
- Alcedo euryzona Temminck, 1830, guarda-rios-de-gola-azul
- Alcedo quadribrachys Bonaparte, 1850, guarda-rios-azul
- Alcedo meninting Horsfield, 1821, guarda-rios-oriental
- Alcedo atthis (Linnaeus, 1758), guarda-rios-comum
- Alcedo semitorquata Swainson, 1823, guarda-rios-de-colar
- Alcedo hercules Laubmann, 1917, guarda-rios-grande

Um estudo recente reorganizou o gênero transferindo as espécies cyanopectus, argentatus, azureus, pusillus e websteri para o gênero Ceyx.